# Dąbrowa (gmina Krotoszyn)
Dąbrowa – osada leśna w Polsce położony w województwie wielkopolskim, w powiecie krotoszyńskim, w gminie Krotoszyn. Miejscowość wchodzi w skład sołectwa Roszki.
W latach 1975–1998 miejscowość położona była w województwie kaliskim.
Oprócz dawnej leśniczówki znajduje się tu parking i leśny punkt edukacyjny (tablice informacyjne, miejsce spotkań na świeżym powietrzu). Na północ od leśniczówki stoi pomnik leśniczego Wojciecha Kaźmierczaka, zamordowanego przez kłusowników w 1903. Na południowy wschód położone jest grodzisko pierścieniowate o średnicy wewnętrznej 60 m, z wałem o szerokości 7 m. Na północny wschód, w lesie, leży Diabelski Kamień.

## Galeria

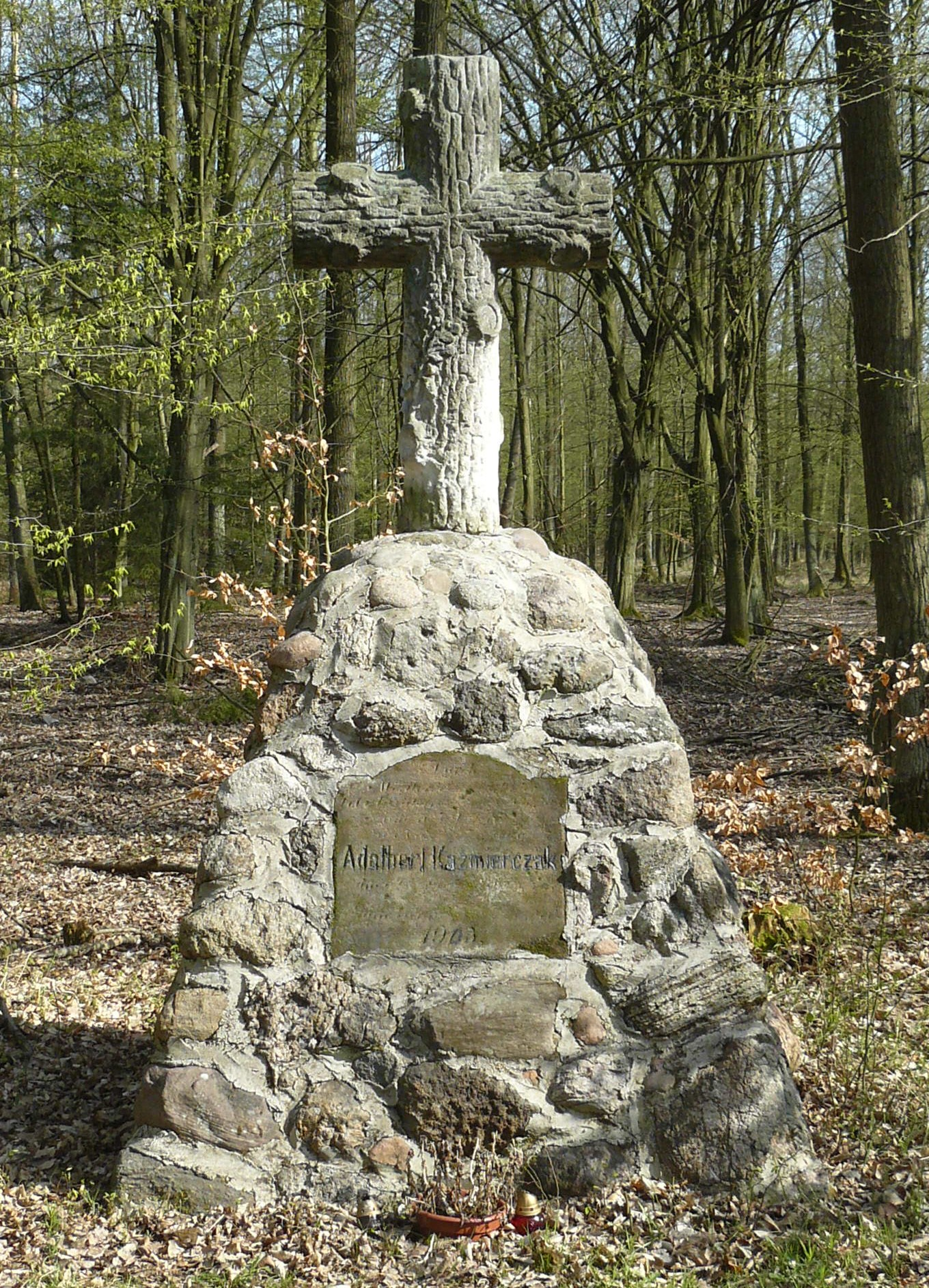
Pomnik leśniczego Wojciecha Kaźmierczaka
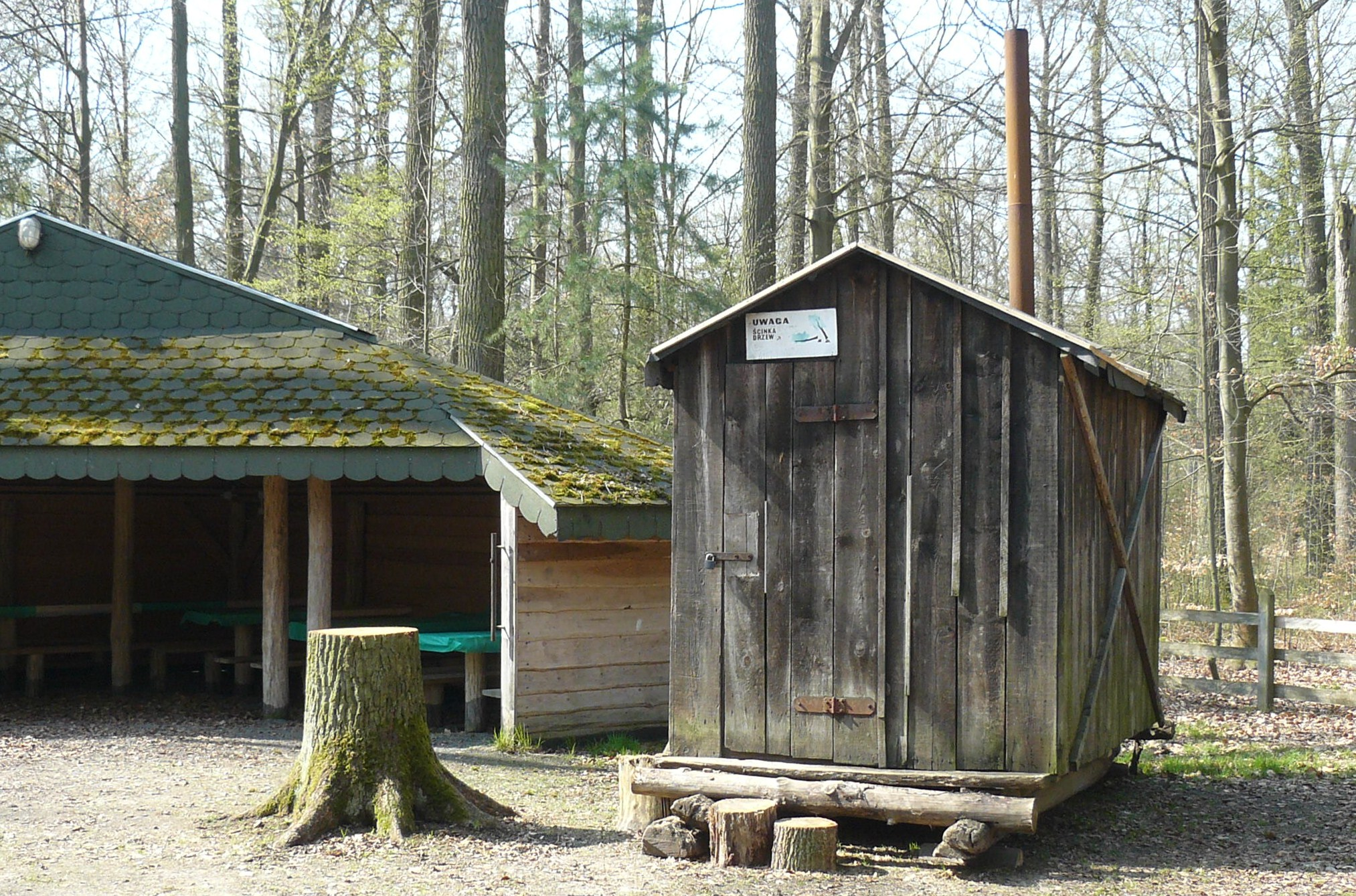
Leśny punkt edukacyjny
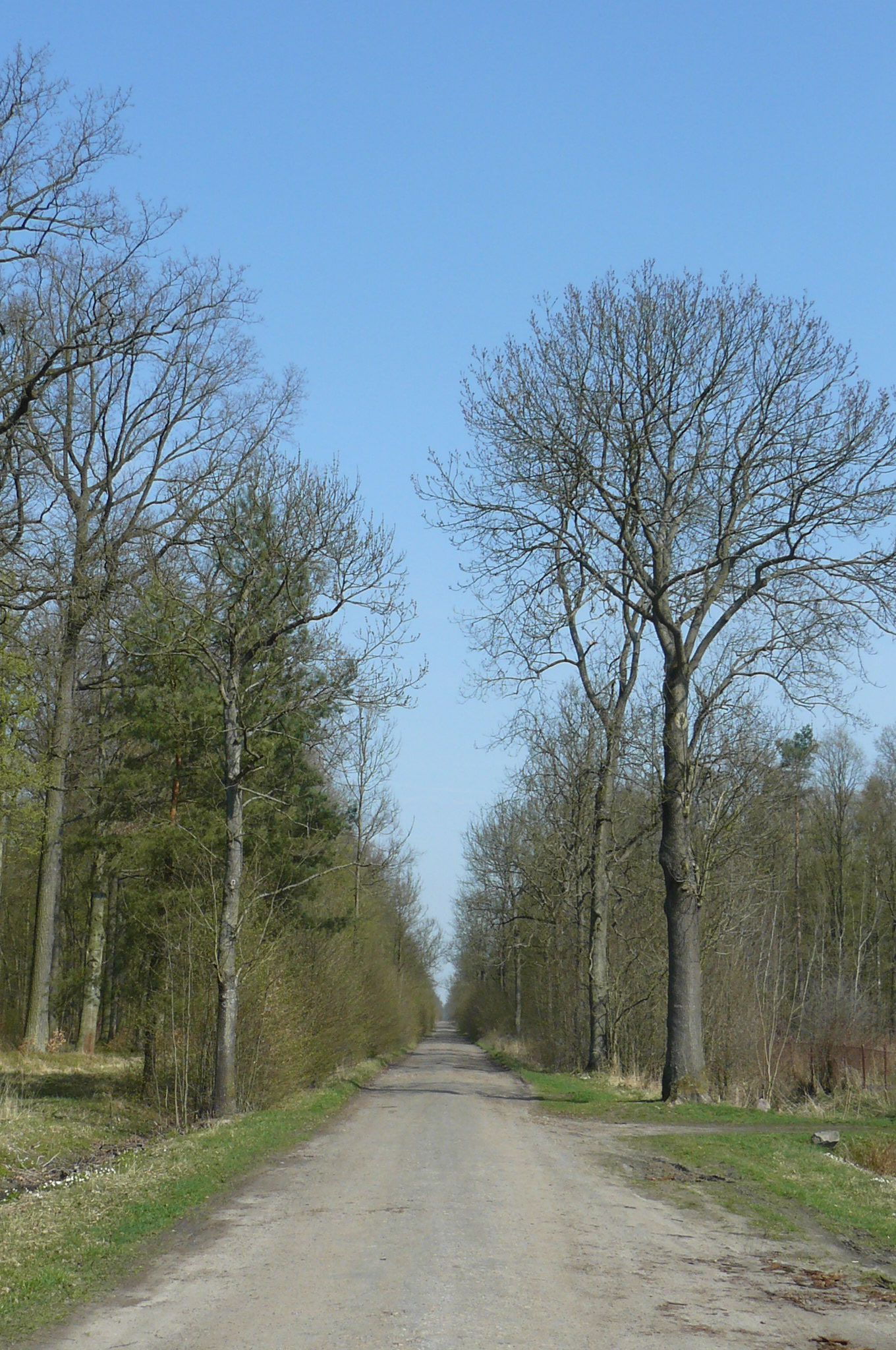
Droga przez Dąbrowę